# 小行星6902
小行星6902（英語：6902 Hideoasada）是一颗围绕太阳公转的小行星。1989年10月26日，水野義兼、古田俊正在可儿市发现了此天体。
这颗小行星的绝对星等为129.40449等。